# Region Moravskotřebovska a Jevíčska
Region Moravskotřebovska a Jevíčska je dobrovolný svazek obcí v okresu Svitavy, jeho sídlem je Moravská Třebová a jeho cílem je hájení oprávněných ekonomických, sociálních, společenských a kulturních zájmů obyvatel regionu, řešení problémů přesahujících rámec a možnosti jednotlivých obcí, zejména se jedná o úkoly v oblasti školství, sociální péče, zdravotnictví, kultury, požární ochrany, veřejného pořádku, ochrany životního prostředí, cestovního ruchu, zabezpečování čistoty obce, správy veřejné zeleně a veřejného osvětlení, shromažďování a odvoz komunálních odpadů a jejich nezávadného zpracovávání, využití nebo zneškodnění, zásobování vodou, odvádění a čištění odpadních vod, zavádění, rozšiřování inženýrských sítí, systémů veřejné osobní dopravy k zajištění dopravní obslužnosti daného území, správy majetku obcí a další. Sdružuje celkem 33 obcí a byl založen v roce 2001.

## Obce sdružené v mikroregionu
- Bezděčí u Trnávky
- Bělá u Jevíčka
- Biskupice
- Borušov
- Březina
- Březinky
- Dětřichov u Moravské Třebové
- Dlouhá Loučka
- Gruna
- Hartinkov
- Chornice
- Janůvky
- Jaroměřice
- Jevíčko
- Koruna
- Křenov
- Kunčina
- Linhartice
- Malíkov
- Městečko Trnávka
- Mladějov na Moravě
- Moravská Třebová
- Radkov
- Rozstání
- Rychnov na Moravě
- Slatina
- Staré Město u Moravské Třebové
- Třebařov
- Útěchov
- Víska u Jevíčka
- Vranová Lhota
- Vrážné
- Vysoká